# Ercta vittata
Ercta vittata là một loài bướm đêm trong họ Crambidae.